# The Velvet Underground (Album)
The Velvet Underground ist das dritte Studioalbum der US-amerikanischen Rockband The Velvet Underground und erschien im März 1969. Mit diesem Album vollzog The Velvet Underground den Richtungswechsel von experimenteller Rockmusik zu zugänglicheren Songs.

## Hintergrund

### Entstehung
The Velvet Underground ist die erste Produktion, in der Doug Yule den Part von John Cale übernahm. Cale hatte die Band nach Differenzen mit Lou Reed kurzerhand verlassen. Das Album wurde im Herbst 1968 in den TTG Studios in Hollywood eingespielt und von MGMs Sublabel Verve veröffentlicht. Nach dem Weggang von Cale zeigte die Musik eine radikale Wende im Sound, war moderater, zugänglicher und publikumsfreundlicher. Reed legte bei diesem Album weniger Wert auf Experimente, umso mehr konzentrierte er sich auf die Texte. Damit verblasste der Nimbus, eine Avantgarde-Band zu sein, ein wenig. Reed war nun der einzige kreative Kopf der Band und fühlte sich entsprechend als Bandleader. Dennoch bekam er bald erneut Konkurrenz im eigenen Haus: Das Nachwuchstalent Yule, der als „Mann für alle Fälle“ sowohl den Basspart von John Cale übernahm als auch teilweise zweite Leadgitarre spielte und die Hintergrundgesänge übernahm, machte sich unentbehrlich. Trotz all der Veränderungen am Bandkonzept und stilistischer Neuausrichtung gilt The Velvet Underground als „authentisches“ Album der Band.

### Die Musik
Die Songs auf The Velvet Underground bestechen durch eine besondere melancholische Schönheit. Mit zwei Ausnahmen waren der Einfluss Andy Warhols und die Verbindungen zur Factory-Szene fast völlig gekappt: Das Plattencover wurde erneut von Warhols Mitarbeiter Billy Name gestaltet. Der Eröffnungstrack Candy Says handelt von Candy Darling, die später noch einmal in Lou Reeds Welthit Walk on the Wild Side zu Ehren kam. Ein Novum für Velvet Underground ist der Track After Hours, den zum ersten Mal Moe Tucker singt. Das Album wurde von der Band selbst produziert und in zwei unterschiedlichen Stereomixen abgemischt: Eine Version stammte von dem Tontechniker Val Valentin, die andere von Lou Reed – der closet mix, so genannt wegen einer Bemerkung Sterling Morrisons über ihren trockenen, intimen Klang. Laut Reeds Biograph Will Hermes klingt der Mix tatsächlich so, als wäre er in einem Wandschrank (englisch closet) aufgenommen. Außerdem waren Reeds Takes kürzer als die von Valentin. Während Valentin beispielsweise Schlagzeug und Perkussion in die Mitte des Sounds stellte, legte sie Reed ganz im Stil vieler 60er-Aufnahmen auf eine Kanalseite. Auffällig wird dies beim Vergleich der beiden Aufnahmen von Some Kinda Love: Die Aufnahme von Valentin ist um 20 Sekunden länger und weist noch einige andere Unterschiede auf. Die 1985er Neuauflage des Albums benutzte den Valentin Mix; andere Aufnahmen variieren. Die CD-Produktionen verwenden, mit einer Ausnahme, den Valentin-Mix; das 1995er CD-Box-Set Peel Slowly And See beinhaltet auf CD 4 indes den Lou-Reed-Mix.

## Titelliste
Alle Titel stammen aus der Feder von Lou Reed und wurden von The Velvet Underground arrangiert.
Seite 1
1. Candy Says – 4:04
2. What Goes On – 4:55
3. Some Kinda Love – 4:03
5. Pale Blue Eyes – 5:41
5. Jesus – 3:24
Seite 2
6. Beginning to See the Light – 4:41
7. I’m Set Free – 4:08
8. That’s the Story of My Life – 1:59
9. The Murder Mystery – 8:55
10. After Hours – 2:07

## Rezeption
Das Album wurde positiv rezensiert. Die Musikzeitschrift Rolling Stone wählte The Velvet Underground 2003 auf Platz 316 und 2020 auf Platz 143 der 500 besten Alben aller Zeiten.
In der Auswahl der 200 besten Alben der 1960er Jahre von Pitchfork belegt es Platz 12.
Uncut wählte es auf Platz 52 der 200 besten Alben aller Zeiten.
Wie auch seine Vorgänger wurde The Velvet Underground in die 1001 Albums You Must Hear Before You Die aufgenommen.

## 45th Anniversary Super Deluxe Edition
Am 24. November 2014 veröffentlichte das Universal-Label Polydor anlässlich des 45. Jubiläums The Velvet Underground als 45th Anniversary Super Deluxe Edition auf sechs CDs. Neben den drei verschiedenen Abmischungen (Stereo und Mono) umfasst die Sammlerausgabe auch Konzertmitschnitte vom 26. und 27. November 1969 sowie Studioaufnahmen zu dem nicht fertiggestellten vierten Album der Band. Außerdem liegt ein Buch mit Fotos und Begleittexten bei. Am 24. Februar 2015 erschien eine Anniversary Edition auch auf LP, welche allerdings nur das aktuellste Remaster des Albums enthält. Die Neuveröffentlichungen wurden von Bill Levenson und Jaime Feldman produziert.
Der Metascore der 45th Anniversary Super Deluxe Edition beträgt 98 von 100 möglichen Punkten.

### Titelliste
Disc 1: „The Val Valentin Mix“
1. Candy Says – 4:04
2. What Goes On – 4:54
3. Some Kinda Love – 4:03
4. Pale Blue Eyes – 5:39
5. Jesus – 3:23
6. Beginning To See The Light – 4:40
7. I’m Set Free – 4:04
8. That’s the Story of My Life – 2:03
9. The Murder Mystery – 8:54
10. After Hours – 2:07

Disc 2: „The Closet Mix“
1. Candy Says – 4:04
2. What Goes On – 4:35
3. Some Kinda Love – 3:39
4. Pale Blue Eyes – 5:43
5. Jesus – 3:23
6. Beginning To See The Light – 4:44
7. I’m Set Free – 4:04
8. That’s the Story of My Life – 2:03
9. The Murder Mystery – 8:54
10. After Hours – 2:10
11. Beginning to See the Light (Alternate „Closet Mix“) – 4:44

Disc 3: „Promotional Mono Mix“
1. Candy Says – 4:04
2. What Goes On – 4:35
3. Some Kinda Love – 3:39
4. Pale Blue Eyes – 5:41
5. Jesus – 3:23
6. Beginning to See the Light – 4:47
7. I’m Set Free – 4:05
8. That’s the Story of My Life – 2:04
9. The Murder Mystery – 8:55
10. After Hours – 2:11
11. What Goes On (Mono Single) – 2:35
12. Jesus (Mono Single) – 3:20

Disc 4: „1969 Sessions“
1. Foggy Notion (Original 1969 Mix) (Douglas Yule, Hy Weiss, Maureen Tucker, Sterling Morrison) – 6:58
2. One of These Days (New 2014 Mix) – 4:09
3. Lisa Says (New 2014 Mix) – 3:00
4. I’m Sticking With You (Original 1969 Mix) – 2:26
5. Andy’s Chest (Original 1969 Mix) – 2:55
6. Coney Island Steeplechase (New 2014 Mix) – 2:32
7. Ocean (Original 1969 Mix) – 5:13
8. I Can’t Stand It (New 2014 Mix) – 3:26
9. She’s My Best Friend (Original 1969 Mix) – 3:07
10. We’re Gonna Have A Real Good Time Together (New 2014 Mix) – 2:55
11. I’m Gonna Move Right In (Original 1969 Mix) (John Cale, Lou Reed, Maureen Tucker, Sterling Morrison) – 6:32
12. Ferryboat Bill (Original 1969 Mix) – 2:12
13. Rock & Roll (Original 1969 Mix) – 5:15
14. Ride Into The Sun (New 2014 Mix) (John Cale, Lou Reed, Maureen Tucker, Sterling Morrison) – 3:33

Disc 5: „Live at The Matrix November 26 & 27, 1969 (Part 1)“
1. I'm Waiting for the Man – 5:30
2. What Goes On – 4:32
3. Some Kinda Love – 4:04
4. Over You – 3:02
5. We’re Gonna Have a Real Good Time Together – 3:25
6. Beginning to See the Light – 5:33
7. Lisa Says – 6:00
8. Rock & Roll – 6:55
9. Pale Blue Eyes – 6:00
10. I Can’t Stand It Anymore – 6:49
11. Venus In Furs – 4:37
12. There She Goes Again – 3:15

Disc 6: „Live at The Matrix November 26 & 27, 1969 (Part 2)“
1. Sister Ray (John Cale, Lou Reed, Maureen Tucker, Sterling Morrison) – 36:53
2. Heroin – 8:13
3. White Light/White Heat – 8:42
4. I’m Set Free – 4:46
5. After Hours – 2:55
6. Sweet Jane – 4:17